# Knecht (Familienname)
Knecht ist ein deutscher Familienname.

## Namensträger
- Alban Knecht (* 1968), deutscher Sozialwissenschaftler und Sachbuchautor
- Andreas Knecht (* 1962), Schweizer Sachbuchautor und Schriftsteller
- August Knecht (1866–1932), deutscher Theologe
- Bea Knecht (* 1967), schweizerische Informatikerin, Unternehmerin und Gründerin von Zattoo
- Dalton Knecht (* 2001), US-amerikanischer Basketballspieler
- Daniel Heinrich Knecht (1828–1913), deutscher Politiker
- Doris Knecht (* 1966), österreichische Journalistin und Schriftstellerin
- Edgar Knecht (* 1964), deutscher Jazzmusiker
- Elvira Knecht (* 1972), Schweizer Skilangläuferin
- Émile Knecht (1923–2019), Schweizer Ruderer
- Eugen Knecht (* 1987), deutsch-russischer Schauspieler
- Fabian Knecht (* 1980), deutscher Künstler und Kameramann
- Fred Engelbert Knecht (1934–2010), Schweizer Maler, Zeichner, Illustrator, Siebdrucker, Fotograf und Aktionskünstler
- Gerhard Knecht (1942–2020), deutscher Agrarökonom und Hochschullehrer
- Günter Knecht (* 1934), deutscher Schauspieler
- Günther Knecht (1909–1995), deutscher Verwaltungsjurist und Polizeibeamter
- Hans Knecht (1913–1986), Schweizer Radrennfahrer
- Hans Knecht-Nauer (1898–1960), Schweizer Geologe
- Hans-Peter Knecht (* 1960), deutscher Fußballspieler
- Hansjörg Knecht (* 1960), Schweizer Politiker (SVP)
- Hermann Knecht (1893–1978), Schweizer Maler
- Housi Knecht, Schweizer Künstler
- Jacques Knecht (1930–1988), Schweizer Maler und Zeichner
- Johann Anton Knecht (1741–1810), deutscher Hofbeamter
- Johann Heinrich Knecht (1839–1900), Schweizer Entomologe
- Johannes Knecht (1904–1990), deutscher Agrarökonom und Landwirtschaftslehrer
- Josef Knecht (1897–1980), deutscher Verleger
- Joseph Knecht (1864–1931), österreichisch-amerikanischer Geiger, Kapellmeister
- Justin Heinrich Knecht (1752–1817), deutscher Komponist
- Justus Knecht (1839–1921), deutscher Theologe und Schriftsteller
- Matthias Knecht (* 1975), deutscher Politiker
- Max Knecht (Kolonialoffizier) (1874–1954), deutscher Kolonialoffizier
- Max Knecht (Politiker) (1929–2016), Schweizer Politiker (CVP)
- Michi Knecht (* 1961), deutsche Ethnologin
- Peter Knecht (1798–1852), deutscher Unternehmer
- Richard Knecht (1887–1966), deutscher Bildhauer
- Ronald Knecht (* 1961), deutscher Basketballspieler
- Rudolf Knecht (1898–1984), Schweizer Violinist und Komponist
- Sandra Knecht (* 1968), Schweizer Konzept- und Performancekünstlerin
- Theodor Knecht (1919–2001), Schweizer Altphilologe
- Verena Conzett-Knecht (1861–1947), Schweizer Gewerkschafterin und Frauenrechtlerin
- Walter Knecht (Bildhauer) (1895–1985), Schweizer Bildhauer und Maler
- Walter Knecht (Unternehmer) (1919–2008), Schweizer Unternehmer
- Willi Knecht (Theologe) (* 1947), deutscher Theologe
- Willi Knecht (Politiker) (* 1964), Schweizer Politiker (SVP)
- Willi Ph. Knecht (1929–2005), deutscher Sportjournalist
- William Knecht (1930–1992), US-amerikanischer Ruderer